# Curé primitif
Pour les articles homonymes, voir Curé (homonymie).
Le curé primitif était l'autorité dont dépendait une paroisse sous l'Ancien Régime.
Une paroisse pouvait dépendre soit d'un chapitre, soit d'un prieuré, soit directement d'un évêché, ou encore d'autres autorités ecclésiastiques.
Le curé primitif était donc soit un individu (évêque, abbé, etc.), soit une assemblée (chapitre, prieuré, etc.).
Il avait le privilège de percevoir les grosses dîmes et de nommer un desservant à la cure des paroisses dont il avait la charge.
Concernant la dîme, il était tenu de verser une portion congrue au desservant de la paroisse pour son entretien.

« Le nom de Curé Primitif a été inconnu aux Anciens, il ne se trouve point dans le Droit Canonique. La qualité de Curé Primitif, est odieuse ; elle sépare le Bénéfice d’avec l’Office ; elle dépouille le Curé de la récompense légitime due à son travail, & à ses soins ; & ne lui laisse qu’un revenu médiocre, avec le titre de Vicaire perpétuel. »

— Dictionnaire de Trévoux, 1771, tome III, « Curé Primitif »
Les papes, Adrien IV et surtout Alexandre III, autorisent les abbayes à envoyer dans les églises placées sous leur patronage trois ou quatre religieux, et l'un d'entre eux, présenté par l'abbé, reçoit de l'évêque la cura animarum. Ce chanoine est considéré comme le propre prêtre de la communauté paroissiale qu'il préside.
La cure primitive désigne le droit d'une église de faire les fonctions curiales dans une paroisse dont le soin a depuis été confié à des vicaires perpétuels.